# Соколов, Максим Наильевич
 Макси́м Наи́льевич Соколо́в  (род. 1967, Новосибирск, СССР) — российский учёный-химик, специалист в области координационной и элементоорганической химии, автор более 290 научных статей, ряда учебных пособий и глав в книгах. Научные интересы — синтез и изучение свойств координационных соединений, в частности, кластерных комплексов и полиоксометаллатов. Заведующий лабораторией синтеза комплексных соединений ИНХ СО РАН, профессор НГУ, профессор РАН (2016).

## Биография
Родился 19 января 1967 года в городе Новосибирске (РСФСР). В 1988 году с отличием окончил факультет естественных наук НГУ (химическое отделение). Начал работу в ИНХ СО РАН под руководством В. П. Федина, будучи студентом старших курсов; в 1992 г. защитил кандидатскую диссертацию, посвящённую химии кластерных комплексов молибдена и вольфрама. В 1993 г. получил стипендию Фонда Александра фон Гумбольдта, с 1993 по 1995 г. работал в Гёттингенском университете (Германия) в группе иностранного члена РАН, профессора Херберта Роески. С 1995 по 1996 г. — постдок в университете Ньюкасл в группе профессора Дж. Сайкса (Великобритания), с 1997 по 1999 — стипендиат Японского общества содействия науке, работал в университетах Токио и Хоккайдо. С 2000 по 2002 — приглашённый исследователь Университета Ла-Лагуна (Испания). В 2003 г. защитил докторскую диссертацию, в течение 2003 г. — приглашённый профессор в Датском техническом университете, с 2004 по 2005 г. — в Университете Версаль-Сен-Кантен-ан-Ивелин. С 2008 г. — главный научный сотрудник ИНХ СО РАН, в 2009 г. присвоено учёное звание профессора по специальности, с 2016 г. — заведующий лабораторией синтеза комплексных соединений ИНХ СО РАН. С 2016 г. — профессор РАН.

## Научно-организационная деятельность, научные интересы
Автор более 290 научных статей в международных журналах, в том числе Angewandte Chemie, Chemical Society Reviews, Chemical Communications. Индекс Хирша равен 31 (2016).
Основные интересы — химия переходных металлов 5 и 6 периодов, в том числе полиоксометаллатов и кластеров.
Член редколлегии Журнала структурной химии. Член экспертного совета ВАК РФ по специальности 02.00.01 — неорганическая химия, член диссертационного совета ИНХ СО РАН, член учёного совета ИНХ СО РАН. В 2016 г. был выдвинут в качестве кандидата в члены-корреспонденты РАН.

## Педагогическая деятельность
М. Н. Соколов является профессором кафедры неорганической химии факультета естественных наук НГУ. С 2003 по 2006 г. читал лекции по радиохимии, читает лекции по созданным им курсам — «Реакционная способность координационных соединений» (с 2005, для студентов 5 курса) и «Координационная химия» (с 2007, для студентов 3 курса). Автор учебных пособий по координационной химии.
Под руководством М. Н. Соколова защищено 10 кандидатских диссертаций.

## Международное сотрудничество
Коллектив под руководством М. Н. Соколова ведет исследования совместно с университетами Версаль (Франция), Ла-Лагуна, Кастельон-де-ла-Плана, Кадис (Испания).